# 호국평화로
호국펑화로(Hogukpyeonghwa-ro)는 경상북도 칠곡군 왜관읍 매원사거리에서 칠곡군 가산면 다부원교차로를 잇는 도로이다.

## 주요경유지
경상북도
- 칠곡군 (왜관읍 - 석적읍 - 가산면)

## 노선
전 구간 국가지원지방도 제79호선에 속하므로 이 노선에 대한 별도 표기는 생략한다.
| 이름                        | 접속 노선                             | 소재지 | 소재지 | 비고        |
| --------------------------- | ------------------------------------- | ------ | ------ | ----------- |
| 매원사거리                  | 국도 제4호선 (칠곡대로) 관문로        | 칠곡군 | 왜관읍 |             |
| 대구국과수사거리            |                                       | 칠곡군 | 왜관읍 |             |
| 반월 교차로 (반월교)        | 봉계로                                | 칠곡군 | 왜관읍 |             |
| 칠곡종합운동장              |                                       | 칠곡군 | 왜관읍 |             |
| 농기계단지 교차로 (아곡1교) | 아곡6길                               | 칠곡군 | 왜관읍 |             |
| 아곡2교                     |                                       | 칠곡군 | 왜관읍 |             |
| 아곡삼거리                  | 석전로                                | 칠곡군 | 왜관읍 |             |
| 박실마을사거리              | 아곡3길                               | 칠곡군 | 왜관읍 |             |
| 반계육교                    |                                       | 칠곡군 | 석적읍 |             |
| 반계사거리                  | 중지3길 반계3길                       | 칠곡군 | 석적읍 |             |
| 반계리                      | 호국로                                | 칠곡군 | 석적읍 |             |
| 샛터 교차로                 |                                       | 칠곡군 | 석적읍 |             |
| 반지천1교 반지천2교         |                                       | 칠곡군 | 석적읍 |             |
| 망정1 교차로                | 호국로 포망로                         | 칠곡군 | 석적읍 |             |
| 망정2 교차로 (망정교)       | 호국로 소학로                         | 칠곡군 | 석적읍 |             |
| 도개사거리                  | 도개2길                               | 칠곡군 | 석적읍 |             |
| 온천사거리                  | 호국로 도개5길 도개6길                | 칠곡군 | 석적읍 |             |
| 도개교                      |                                       | 칠곡군 | 석적읍 |             |
| 유학산터널                  |                                       | 칠곡군 | 가산면 | 연장 1,305m |
| 학산교                      |                                       | 칠곡군 | 가산면 |             |
| 다부 나들목                 | 55호선 중앙고속도로 호국로            | 칠곡군 | 가산면 |             |
| 전적기념관 교차로           | 호국로                                | 칠곡군 | 가산면 |             |
| 다부교                      |                                       | 칠곡군 | 가산면 |             |
| 다부원 교차로               | 국도 제5호선 국도 제25호선 (경북대로) | 칠곡군 | 가산면 |             |